# Bekhudi
Bekhudi (Hindi: बेख़ुदी, bekhudī) ist ein Hindi-Film von Rahul Rawail aus dem Jahr 1992. Die Schauspielerin Kajol spielte in diesem Film ihre erste Rolle.

## Handlung
Rohit der Sohn eines Richters, erblickt am College ein Mädchen namens Radhika und verliebt sich augenblicklich in sie. Schon bald sind sie auch ein Paar, als sie sich mit den ersten Problemen durchschlagen müssen.
Radhikas Tante kommt aus Kanada zu Besuch um Radhikas zukünftigen Ehemann Vicky vorzustellen. Radhika blockt sofort ab und gesteht auch in einen gewissen Rohit verliebt zu sein. Nur gibt es ein Problem: Radhikas Bruder Rocky ist Rohits Erzfeind. Außerdem wurde Rocky von Rohits Vater zu Haft verurteilt worden, da Rocky einem Lehrer gegenüber handgreiflich wurde. Als Rocky dann auch noch Rohits Vater verprügelt, geht es so weit, dass Rohit und Rocky eine heftige Schlägerei anfangen. Dabei stürzt Rocky ein Gerüst hinunter und stirbt.
Niemals akzeptieren die Eltern den "Mörder" ihres Sohnes als Schwiegersohn und schicken Radhika nach Kanada, um sie dort mit Vicky zu verheiraten. Kaum hört Rohit von dieser Nachricht, reist er ebenfalls nach Kanada. Kurz vor der Hochzeit realisieren die Eltern ihren Fehler und stellen das Glück ihrer Tochter Radhika in den Vordergrund.

## Musik
| Lied                     | Sänger                  |
| ------------------------ | ----------------------- |
| Khat Maine Tere Naam     | Alka Yagnik, Kumar Sanu |
| Mujhe Kya Pata           | Asha Bhosle, Kumar Sanu |
| Aayegi Meri Yaad         | Asha Bhosle, Kumar Sanu |
| Main Pyar Karnewala Hoon | Vinod Rathod            |
| Phir Yaad Teri Aa Gayi   | Vinod Rathod            |
| Aa Khel Khelen Hum       | Asha Bhosle, Kumar Sanu |
| Dekh Ke Yeh Roomal       | Asha Bhosle, Kumar Sanu |
| Dekh Ke Yeh Roomal (Sad) | Asha Bhosle             |
| Mummy Daddy Meri Shaadi  | Asha Bhosle, Kumar Sanu |

## Sonstiges
- Dies ist Kajols Debütfilm. Obwohl der Film an den Kassen floppte, wurde ihr Schauspiel von Kritikern hoch gelobt[1].
- Im Film spielt Tanuja Radhikas Mutter. Im wirklichen Leben ist sie tatsächlich Kajols Mutter.
- Eigentlich sollte auch Saif Ali Khan als Rohit in dem Film debütieren. Nach ein paar gedrehten Szenen beschloss er aber in Yash Chopras Parampara zu debütieren.